# Съезжая
Съе́зжая — река в Самарской области России, левый приток Самары. Протекает по территории Алексеевского, Нефтегорского и Богатовского районов. Устье реки находится в 133 км по левому берегу Самары. Длина Съезжей составляет 107 км, площадь водосборного бассейна — 1640 км². В 5 км от устья в реку впадает Ветлянка, в 61 км — Калманка.

## Данные водного реестра
По данным государственного водного реестра России, Съезжая относится к Нижневолжскому бассейновому округу. Водохозяйственный участок реки — Самара от водомерного поста у села Елшанка до города Самара (выше города), без реки Большой Кинель. Речного подбассейна Съезжая не имеет, а её речной бассейн — Волга от верховий Куйбышевского водохранилища до впадения в Каспий.
Код объекта в государственном водном реестре — 11010001112112100007576.